# Мосхатон-Таврос
Мосха́тон-Та́врос (греч. Δήμος Μοσχάτου-Ταύρου) — община (дим) в Греции. Расположена на берегу бухты Фалирон залива Сароникоса Эгейского моря, на Афинской равнине. Входит  в периферийную единицу Южные Афины в периферии Аттика. Население общины — 40 413 человек по переписи 2011 года. Площадь — 4,45 квадратного километра. Плотность — 9081,57 человека на квадратный километр. Административный центр — Мосхатон. Димархом на местных выборах 2014 года выбран Андреас Ефтимиу (Ανδρέας Ευθυμίου).
Община создана в 2010 году (греч. ΦΕΚ 87Α) по программе «Калликратис» при слиянии упразднённых общин Мосхатон и Таврос.

## Административное деление

Административное деление общины:
1 — Мосхатон
2 — Таврос

Община (дим) Мосхатон-Таврос делится на 2 общинные единицы.